# Sinh tổng hợp nhiệt
Sinh tổng hợp nhiệt (biothermosynthesis) là giả thuyết khoa học của Anthonie Muller trong lĩnh vực nghiên cứu về nguồn gốc sự sống trên phương diện sinh học phân tử tiến hoá. Theo giả thuyết này, nhờ nhiệt độ cao và một số điều kiện khác, các chất vô cơ có thể hình thành nên các chất hữu cơ phức tạp mà không theo con đường sinh học. Các chất hữu cơ phức tạp - nhất là các đại phân tử sinh học như prôtêin, axit nuclêic,... - mà hiện nay chỉ có nguồn gốc từ sinh vật, thì trong điều kiện của Trái Đất nguyên thủy đã có thể được hình thành nhờ nguồn năng lượng phi sinh học (núi lửa, bức xạ vũ trụ, điện trong tia sét,...). Sự hình thành các chất hữu cơ nhờ nguồn năng lượng chủ yếu là nhiệt độ cao như vậy, cũng giống như trong công nghệ hoá học đã ứng dụng tổng hợp các vật liệu ở nhiệt độ cao, nên gọi là tổng hợp nhờ nhiệt độ, còn quá trình này gọi là quá trình nhiệt tổng hợp (thermosynthesis).
Ngoài ra, trong sinh học cũng có quá trình tích luỹ năng lượng - nhiệt qua chuyển hoá ATP - ADP, cũng gọi là tổng hợp nhiệt. Do vậy, để tránh nhầm lẫn, nhiều nhà khoa học đã gọi quá trình mà Anthonie Muller nêu ra tóm tắt ở trên là quá trình / giả thuyết "biothermosynthesis" tức sinh tổng hợp nhiệt.

## Từ nguyên
- Thuật ngữ "thermosynthesis" là từ ghép giữa thermo (nhiệt) + synthesis (tổng hợp) dùng để chỉ:[5]

- Trong hóa học: Sự tổng hợp một vật liệu ở nhiệt độ cao.
- Trong sinh học: Sử dụng các chu trình sinh nhiệt hoặc gradient nhiệt của sinh vật để có năng lượng.
- Thuật ngữ "biothermosynthesis" là từ ghép giữa bio (sống) + thermo (nhiệt) + synthesis (tổng hợp) dùng để nhấn mạnh phạm vi xảy ra ở cơ thể sống quá trình tổng hợp nhờ nhiệt độ hoặc tích lũy được nguồn nhiệt.

## Lược sử
Anthonie W. J. Muller (sinh năm 1951) là một nhà hóa-sinh học và lý-sinh học người Hà Lan. Vào năm 1983, ông đã công bố các nghiên cứu của mình, trong đó nêu ra lý thuyết rằng: sự sống sơ khai bắt nguồn và hoạt động nhờ cơ chế sinh tổng hợp nhiệt trước khi sự sống có bộ máy quang hợp và hô hấp để tạo ra ATP. Theo ông, nhiệt tổng hợp là: "cơ chế nhiệt sinh học hoạt động trên chu trình nhiệt" hoặc "cơ chế sinh học lý thuyết để thu được năng lượng từ chu trình nhiệt".
Lý thuyết mà ông đề xuất được kết hợp với lý thuyết về thế giới RNA, đưa đến hình dung tổng thể về nguồn gốc sự sống, là protein đầu tiên có tên pF1 thu được năng lượng theo cơ chế này, đã giúp RNA có chức năng như F1 ATP synthaza. Từ đó, xuất hiện ribozym và loại RNA tự nhân đôi.

## Cơ chế và vai trò

### Cơ chế
- Quá trình này có thể diễn ra trên giá thể vô cơ, như Sidney W. Fox đã đề cập từ những năm 1950 khi ông và cộng sự đun nóng hỗn hợp các amino acid khô ở nhiệt độ cao đã thu được các chuỗi peptit ngắn, gọi là prôtêin nhiệt.[8][9] Điều tương tự có thể xảy ra qua các quá trình hóa lý, nhờ nguồn năng lượng tự do nguyên thủy xa xưa (núi lửa, tia sét,...), trên giá thể có khả năng hấp phụ nhiệt độ như đất sét,[3] mà có thể là một giai đoạn trong lịch sử của nguồn gốc sự sống,[10][11][12] gồm cả sự xuất hiện của thế giới RNA.[13][14]
- Quá trình này còn có thể diễn ra trong "vi giọt" ở nồi súp nguyên thủy, sử dụng chênh lệch nhiệt độ hoặc đối lưu nhiệt độ để điều khiển một "động cơ nhiệt" siêu nhỏ thực hiện các phản ứng ngưng tụ vật chất. Các thành phần của "vi bộ máy" này có thể liên quan đến tiền thân của enzym ATP syntaza ngày nay.
- Quá trình sinh tổng hợp nhiệt được giả định rằng đã xảy ra ở quả cầu tuyết Trái Đất vào thời kì tiền Cămbri.[15][16][17] Tuy nhiên, hiện nay không có một sinh vật nào có cơ chế  sinh tổng hợp nhiệt kiểu này làm nguồn năng lượng cho hoạt động của nó.[18]

### Vai trò
- Quá trình sinh tổng hợp nhiệt có thể có vai trò hình thành các hợp chất hữu cơ chủ chốt tạo nên sự sống đầu tiên trên Trái Đất. Một số nhà khoa học cho rằng sinh tổng hợp nhiệt đã tạo ra các prôtêin nhiệt đầu tiên tên là pF (1) đã hỗ trợ sự xuất hiện thế giới RNA. Sau đó nhờ các  biến đổi mà thay đổi liên kết của F(1) hình thành nên ATP syntaza, tạo ra các nuclêôtit rồi ngẫu nhiên tạo ra RNA có khả năng tự sao. Dần dần xuất hiện cơ chế mã hoá và chuyển vai trò mang mã di truyền cho DNA.[8]
- Quá trình sinh tổng hợp nhiệt không chỉ xảy ra ở Trái Đất, mà còn có thể xảy ra trong vũ trụ. Bởi thế cũng có giả thuyết cho rằng những chất hữu cơ cấu thành sự sống đầu tiên còn có thể có nguồn gốc từ vũ trụ, mà không phải là "độc quyền" của Trái Đất.[19][20][21]